# Solidariskt ansvar
Att vara solidariskt ansvarig eller solidariskt betalningsansvarig innebär att man svarar för en skuld "en för alla, alla för en". Det betyder att kravet på att betala kan riktas mot en av dem som är solidariskt ansvariga, och den som har betalat får sedan kräva de övriga på deras del av skulden. Regler om solidariskt ansvar finns i flera olika lagar, till exempel i bestämmelser om betalning av skadestånd och betalning av olika avgifter.

## Rättslig innebörd
En borgenär kan rikta sitt krav till vem han vill av dem som är solidariskt ansvariga. Gäldenären som blir krävd måste då betala hela summan och får i sin tur regressa gentemot de övriga gäldenärerna. Detta är huvudprincipen i svensk rätt och kommer bland annat till uttryck i 2 § 1 stycket skuldebrevslagen. 

## Vid skadestånd
Solidarisk betalningsskyldighet kan också uppkomma i olika situationer till exempel där flera gärningsmän blivit skadeståndsskyldiga efter brott eller vid ansvar enligt skadeståndslagen eller enligt bestämmelser i Miljöbalken.
- När skadestånd för en och samma skada jämkats för flera skadevållare har solidariskt ansvar inte ålagts enligt NJA 1993 s. 727.[3]

## Vid brottsskadeersättning
Brottsoffer förlorar rätt till brottsskadeersättning från Brottsoffermyndigheten om de ingår en överenskommelse med någon solidariskt skadeståndsansvarig gärningsman om att acceptera betalning endast för dennes "kvotandel" av det totala skadeståndet. Det beror på att det är en grundförutsättning för att ett brottsoffer ska kunna tillerkännas brottsskadeersättning att brottsoffret kan visa att ingen av gärningsmännen kan betala skadeståndet. Har man ingått en överenskommelse med en av flera solidariskt betalningsansvariga kan man därefter inte kräva denne på betalning av hela beloppet. Därmed kan man inte heller hävda att denne inte skulle ha kunnat betala hela skadeståndet.

## Vid skada enligt miljöbalken
- Den som bidrar till en föroreningsskada eller allvarlig miljöskada ar tillsammans med andra som har bidragit till skadan ett solidariskt ansvar för avhjälpande enligt miljöbalken. Detta har ansetts gälla också när åtgärderna vidtas för att den samlade belastningen på miljön ska minska.[5]

## För arvode till god man
När en god man utsetts för att sälja egendom enligt lagen (1904:48 s.1) om samäganderätt, är utgångspunkten att delägarna har ett solidariskt ansvar för ersättningen till den gode mannen.

## I äktenskap
För gemensamma skulder inom äktenskapet har makarna ett solidariskt ansvar, dvs var och en av makarna kan krävas på hela skuldbeloppet.

## Aktiebolag
Det vanligaste scenariot för ett aktiebolag som går i konkurs är att skulder betalas genom företagets tillgångar, inte i första hand med hjälp av personliga tillgångar, vilket kan utrönas i 1 kap. 3 § aktiebolagslagen. Det är dock möjligt att företrädarna för bolaget har ingått avtal med personligt betalningsansvar vilket ändra detta.

## Handelsbolag
Principen gäller också för alla bolagsmän i ett handelsbolag om något annat inte avtalats med motparten.

## Vid delning av kommun
Vid delning av en kommun har de berörda kommunerna ansetts ansvara solidariskt för skadeståndsanspråk som grundar sig på åtgärder som vidtagits före delningen, när ansvaret inte reglerats på annat sätt i samband med delningen.